# Agrilus defectus
Agrilus defectus är en skalbaggsart som beskrevs av Leconte 1860. Agrilus defectus ingår i släktet Agrilus och familjen praktbaggar. Inga underarter finns listade i Catalogue of Life.